# Анчутино (Марий Эл)
 Анчутино  — деревня в Юринском районе Республики Марий Эл. Входит в Марьинское сельское поселение.

## География
Находится в юго-западной части республики Марий Эл на расстоянии приблизительно 30 км по прямой на север-северо-запад от районного центра посёлка Юрино.

## История
Деревня основана в конце XVIII века переселенцами из Вятской губернии и с Верхнего Поветлужья. В 1929 году в деревне проживали 1035 человек русской национальности. В советское время работали колхозы «Сталинец» и «Красный Октябрь». В период с 1972 по 1980 годы в связи с подготовкой затопления зоны Чебоксарского водохранилища деревню покинули более 300 жителей. Работают КСП «Ветлужское» и ООО «Юрлес».

## Население
Постоянное население составляло 35 человек (русские 97 %) в 2002 году, 14 в 2010.

## Известные люди
Щипохина Екатерина Яковлевна (1885 — ?) —  заведующая Анчутинской начальной школой Юринского района Марийской АССР (1911―1955).